# Etoricoxib
Etoricoxib (cu denumirea comercială Arcoxia) este un antiinflamator nesteroidian din clasa coxibilor, utilizat ca antiinflamator, analgezic și antipiretic. Printre principalele indicații se numără: tratamentul simptomatic al bolii artrozice, poliartritei reumatoide, spondilitei anchilozante și al durerii și semnelor de inflamație din artrita gutoasă acută. Calea de administrare disponibilă este cea orală.
Medicamentul a fost patentat în 1996 și a fost aprobat pentru uz uman în 2002.

## Utilizări medicale
Etoricoxib este indicat în tratamentul simptomatic al:
- artritei reumatoide
- artritei psoriazice
- osteoartritei
- spondilitei anchilozante
- durerilor cronice sau acute
- durerilor din gută.

## Reacții adverse
Fiind un AINS COX-2 selectiv, poate produce aritmii și palpitații.